# Port lotniczy Auasa
Port lotniczy Auasa (IATA: AWA, ICAO: HALA) – port lotniczy położony w Auasa, w regionie Jedebub Byhierocz, Byhiereseboczynna Hyzbocz, w Etiopii.

## Kierunki lotów i linie lotnicze
| Linia Lotnicza     | Kierunek       |
| ------------------ | -------------- |
| Ethiopian Airlines | 1. Addis Abeba |